# Мотречко Ганна Володимирівна
Мо́тречко Га́нна Володи́мирівна (нар. 14 травня 1964, Дніпропетровськ) — 
радянська і українська веслувальниця (академічне веслування), учасниця Олімпійських ігор.

## Спортивна кар'єра
На чемпіонаті світу 1989 Ганна Мотречко разом з Інною Фроловою зайняла п'яте місце в двійках парних.
1992 року пройшла відбір в Об'єднану команду, створену зі спортсменів колишніх радянських республік для участі в Олімпійських іграх 1992 в Барселоні. На Олімпіаді 1992 разом з Оленою Ронжиною зайняла восьме місце в двійках розпашних.